# Сегмент Куна
Сегмент Куна — довжина термодинамічного сегменту макромолекули {\displaystyle A}, є умовною величиною, яка являє собою таку послідовність {\displaystyle n} ланок, за якої кутова орієнтація {\displaystyle (n+i)}-тої ланки може бутибудь-якому по відношенню до {\displaystyle i}-тої ланки, Тобто кожна ланка може поводити себе незалежно від інших ланок. Для гранично гнучкого ланцюга {\displaystyle A} дорівнює довжині ланки, що повторюється, а для гранично жорсткої {\displaystyle A=l,} тобто гідродинамічній довині макромолекули.
Між середньоквадратичною відстанню між сусідніми кінцями й довжиною сегменту Куна існує зв'язок:
{\displaystyle ({\vec {r}}^{2})^{1/2}\,AZ^{1/2},}
де {\displaystyle Z} — число сегментів.
В залежності від гнучкості (жорсткості) макромолекул усі полімери можна умовно поділити на гнучкі (для яких {\displaystyle A=15-50{\overset {\mathrm {o} }{\mathrm {A} }}} та число мономерних ланок {\displaystyle s=10-15}) й жорсткі ({\displaystyle A=100-1000{\overset {\mathrm {o} }{\mathrm {A} }},\,\,s>100}). Величина сигменту набагато більше товщини ланцюга {\displaystyle d}, тобто параметр асиметрії форми макромолекули {\displaystyle A/d} є досить великим.
Прикладами гнучких полімерів є поліетилен, поліпропілен, поліоксиетилен, полідиметилсилоксан; жорстих — ароматичні поліаміди, полізоціанати, біополімери, які мають спіральну конформацію. Полімери, які мають значення {\displaystyle A} проміжне між вказними вище, є напівжорсткими.